# Condé-Folie
Condé-Folie là một xã ở tỉnh Somme, vùng Hauts-de-France, Pháp.

## Địa lý
Thị trấn này tọa lạc trên đường D3, hai bên bờ sông Somme, khoảng 12 dặm Anh về phía đồng nam của Abbeville.

## Dân số
| 1962                                                           | 1968 | 1975 | 1982 | 1990 | 1999 |
| -------------------------------------------------------------- | ---- | ---- | ---- | ---- | ---- |
| 875                                                            | 904  | 798  | 778  | 798  | 816  |
| Số liệu điều tra dân số từ năm 1962, dân số không tính hai lần |      |      |      |      |      |